# Elena Hernández Muñoz
Elena Hernández Muñoz (13 de junio de 1999) es una deportista española que compite en esgrima, especialista en la modalidad de sable. Ganó una medalla de bronce en el Campeonato Europeo de Esgrima de 2024, en la prueba por equipos.

## Palmarés internacional
| Campeonato Europeo | Campeonato Europeo | Campeonato Europeo | Campeonato Europeo |
| Año                | Lugar              | Medalla            | Prueba             |
| ------------------ | ------------------ | ------------------ | ------------------ |
| 2024               | Basilea (Suiza)    | Medalla de bronce  | Sable por equipos  |